# 巴登州
巴登州（德語：Kanton Baden）是海尔维第共和国（今瑞士前身）的一个州份。首府巴登，主要包括今瑞士阿爾高州的东部地区。